# (500152) 2012 DR66
(500152) 2012 DR66 es un asteroide perteneciente al cinturón de asteroides, descubierto el 16 de febrero de 2012 por el equipo del Pan-STARRS desde el Observatorio de Haleakala, Hawái, Estados Unidos.

## Designación y nombre
Designado provisionalmente como 2012 DR66.

## Características orbitales
2012 DR66 está situado a una distancia media del Sol de 3,049 ua, pudiendo alejarse hasta 3,312 ua y acercarse hasta 2,785 ua. Su excentricidad es 0,086 y la inclinación orbital 5,658 grados. Emplea 1944,72 días en completar una órbita alrededor del Sol.
Los próximos acercamientos a la órbita de Júpiter se producirán el 17 de septiembre de 2047, el 14 de febrero de 2057 y el 26 de julio de 2105, entre otros.

## Características físicas
La magnitud absoluta de 2012 DR66 es 17,1.